# 박장순
박장순(朴章洵, 1967년 4월 10일~)은 대한민국의 레슬링 선수, 지도자이다. 1988년 하계 올림픽 레슬링 자유형 68kg급에서 은메달을 획득했으며, 1992년 하계 올림픽 74kg급에서 금메달, 1996년 하계 올림픽 74kg급에서 은메달을 획득했다.
충청남도 보령에서 태어나, 청소초등학교, 청웅중학교, 대전체육고등학교, 한국체육대학교을 졸업했고, 현재는 삼성생명 레슬링단 감독으로 있다.
2016년 국제 레슬링 연맹 명예의 전당에 헌액되었다.